# Карташов, Иван Дмитриевич
Иван Дмитриевич Карташов (1909—1971) — советский танцовщик, народный артист РСФСР.

## Биография
Иван Дмитриевич Карташов родился 12 (25 декабря) 1909 года. В 1930 году окончил хореографическое отделение Центрального техникума театрального искусства (ГИТИС).
В 1928—1933 годах работал солистом в Московском театре балета под руководством В. Кригер. Выступал в театрах оперы в Баку (1933—1934), Виннице (1934—1937), Одессе (1937—1938).
С 1938 года был солистом Государственного ансамбля народного танца СССР. Работал ассистентом-репетитором.
Умер 10 мая 1971 года в Москве. Похоронен на Ваганьковском кладбище (37 участок).

## Награды и премии
- Заслуженный артист РСФСР (1948).
- Сталинская премия первой степени (1952)[3].
- Народный артист РСФСР (1958).